# Bembibre (kommunhuvudort)
Bembibre är en kommunhuvudort i Spanien.   Den ligger i provinsen Provincia de León och regionen Kastilien och Leon, i den nordvästra delen av landet, 300 km nordväst om huvudstaden Madrid. Bembibre ligger 648 meter över havet och antalet invånare är 10 071.
Terrängen runt Bembibre är huvudsakligen kuperad, men den allra närmaste omgivningen är platt. Bembibre ligger nere i en dal. Runt Bembibre är det ganska glesbefolkat, med 21 invånare per kvadratkilometer. Närmaste större samhälle är Ponferrada, 16,7 km sydväst om Bembibre. I omgivningarna runt Bembibre växer i huvudsak blandskog.